# LaMia-Flug 2933
LaMia-Flug 2933 (Flugnummer LMI2933) war ein Charterflug der Fluggesellschaft Línea Aérea Mérida Internacional de Aviación (LaMia) vom Flughafen Santa Cruz/Viru Viru (Bolivien) zum Flughafen Rionegro (Kolumbien). Am 28. November 2016 stürzte die Maschine des Typs Avro RJ85 kurz vor Erreichen des Zielflughafens ab. Dabei kamen 71 der 77 Flugzeuginsassen ums Leben. Zu den Passagieren zählte fast die gesamte Fußballmannschaft des brasilianischen Erstligisten Chapecoense, die auf dem Weg nach Kolumbien zum Finalhinspiel der Copa Sudamericana in Medellín war.

## Unfall
Eingesetzt wurde eine Maschine des Typs Avro RJ85 (Luftfahrzeugkennzeichen CP-2933).
Die Flugstrecke war mit 2994 km länger als die vom Hersteller mit 2965 km angegebene treibstoffbedingte maximale Reichweite des Maschinentyps.
Ein nach Angaben der Fluggesellschaft geplanter Zwischenstopp am Flughafen Capitán Aníbal Arab, Cobija an der Grenze zwischen Brasilien und Bolivien zum Auftanken war entfallen, da der Flughafen nach Sonnenuntergang geschlossen wird.
Laut Mitschnitten der letzten Funksprüche baten die Piloten dem Tower gegenüber zwar um Priorität für die Landung wegen Treibstoffmangels, unterließen es aber bis zuletzt, eine Luftnotlage zu erklären. Daher und weil bereits die Besatzung eines anderen Flugzeugs ein Problem gemeldet und um bevorzugte Landung gebeten hatte (die Piloten eines Airbus A320 der Gesellschaft Viva Air Colombia mussten den Flug nach San Andrés abbrechen), erhielten sie keine sofortige Landeerlaubnis, sondern mussten noch zwei Warteschleifen fliegen. Die Piloten meldeten kurze Zeit später, zwölf Kilometer vor dem Flughafen, die Elektrik sei ausgefallen und der Treibstoff verbraucht. Dann brach der Funkkontakt ab.
Am 28. November 2016 gegen 22:00 Uhr Ortszeit (COT) (3:00 UTC, 29. November) verunglückte die Maschine am Berg El Gordo, in der Nähe von La Unión, Departamento de Antioquia, Kolumbien.

## Crew
Der Flugkapitän war der 36-jährige ehemalige Militärpilot Miguel Alejandro „Micky“ Quiroga Murakami. Er wurde am Liceo Militar Teniente Edmundo Andrade (Chuquisaca) ausgebildet und machte seinen Flugschein am Colegio Militar de Aviación (COLMILAV). Quiroga Murakami arbeitete bis 2013 beim Militär, bevor er bei LaMia einstieg und Pilot von LaMia Corporation SRL wurde. Er war einer der beiden Eigentümer von LaMia.
Kopilot war Ovar Goitia.
Als Beobachter in Ausbildung war darüber hinaus die 29-jährige ausgebildete Pilotin Sisy Arias bei der Besatzung. Arias, die zuvor als Model Karriere gemacht hatte, wurde noch direkt vor dem Flug von einem TV-Sender interviewt.

### Funkverkehr
| Flugfunk mit Übersetzung | Flugfunk mit Übersetzung | Flugfunk mit Übersetzung | Flugfunk mit Übersetzung |
| Sprecher                 | deutsch (Übersetzung) | spanisch (Original) |                          |
| ------------------------ | --- | --- | ------------------------ |
| LMI2933                  | Lima Mike India 2933, auf Flugfläche 210 inbound, benötigen Priorität beim Anflug. Im Moment zeigt es uns ein Problem mit dem Treibstoff an.                              | Lima Mike India 2933, FL210 en acercamiento y solicitamos prioridad para la aproximación. Al momento se nos ha presentado un problema de combustible.                                                 |                          |
| Fluglotsin               | Lima Mike India 2933, ich habe zur Kenntnis genommen, dass Sie auch einen bevorzugten Anflug aufgrund eines Treibstoffproblems beantragen, korrekt?                       | Lima Mike India 2933, entiendo solicita prioridad para su atterizaje igualmente con problemas de combustible, ¿correcto?                                                                              |                          |
| LMI2933                  | Bestätige. | Afirmativo. |                          |
| Fluglotsin               | Okay, ich weise Sie darauf hin, dass ich ihnen die Vektoren für den Localizer und für den Anflug geben werde. Das wird in etwa 7 Minuten erfolgen.                        | Okay, le advierto entonces que le daré vectores para proceder al localizador y efectuar la aproximación. Será en aproximadamente 7 minutos.                                                           |                          |
| LMI2933                  | … mit Vektoren, Lima Mike India 2933. | … para vectores, Lima Mike India 2933. |                          |
| Fluglotsin zu LAN3020    | LAN Colombia 3020, freigegeben für ILS Z Anflug Landebahn 01. QNH 30.27, melden Sie wenn Sie stabil auf dem Localizer sind.                                               | LAN Colombia 3020, autorizado aproximación ILS Z pista 01. QNH 30.27, notifique establecido en el localizador.                                                                                        |                          |
| LAN3020                  | Frei zum Anflug, LAN Colombia 3020, wir werden melden wenn wir auf dem Localizer stabilisiert sind                                                                        | Autorizado aproximación, LAN Colombia 3020, llamaremos establecidos en el localizador. |                          |
| Fluglotsin               | Lima Mike India 2933, melden Sie Ihren Kurs. | Lima Mike India 2933, notifique rumbo. |                          |
| LMI2933                  | 1… 179 auf dem outbound leg | 1… 179 en alejamiento. |                          |
| Fluglotsin               | Halten Sie den eingestellten Kurs und warten Sie, um den (Sinkflug) zu beginnen – um den Sinkflug fortzusetzen.                                                           | Mantenga presente rumbo y espere para iniciar – para continuar su descenso. |                          |
| LMI2933                  | Halten den eingestellten Kurs und haben Sichtkontakt zum Boden. | Mantenemos presente rumbo y estamos visual con el terreno. |                          |
| AVA9771                  | Medellín Anflugkontrolle, Avianca 9771, ist es möglich, outbound fortzusetzen für 5 Meilen – bis 15 DME?                                                                  | Medellín Aproximacion, Avianca 9771, es posible … continuar nuestro alejamiento hasta la milla … 5 millas más – hasta la milla 15?                                                                    |                          |
| Fluglotsin               | Negativ, Sie müssen inbound fliegen. Die andere Maschine ist eine Meile voraus. Ich muss den Sinkflug einleiten für sie. Sie hat Landevorrang angefordert.                | No, capitán. Necesito que inicie el acercamiento. La aeronave de delante suyo está a una milla. Necesito iniciar el descendo de esa aeronave. Se declaró con prioridad para el aterrizaje.            |                          |
| AVA9771                  | Roger, wir gehen auf das inbound leg, Avianca 9771. | Enterado, pues ahora iniciamos el acercamiento, Avianca 9771. |                          |
| Fluglotsin               | Ja bitte, danke. | Sí gracias, por favor |                          |
| LMI2933                  | Lima Mike India 2933 benötigt Vektoren für das inbound leg, Señorita. | Lima Mike India 2933 solicita vectores para acercamiento, señorita. |                          |
| Fluglotsin               | Warten Sie, ich habe darunter ein Flugzeug, das anfliegt. Und es erfolgt auch gerade eine Pistenkontrolle. Wie viel Zeit haben Sie noch für die Landung, Lima Mike India? | Atento, tengo una aeronave por debajo suyo efectuando la aproximación. Y adicional, están efectuando una revisión de pista. ¿Qué tiempo tiene para permanecer en su aproximación, Lima Mike India?    |                          |
| LMI2933                  | Wir haben einen Notfall mit dem Treibstoff, Señorita. Wir gehen jetzt in den Endanflug.                                                                                   | Estamos con emergencia de combustible, señorita. Establecidos en curso final. |                          |
| LMI2933                  | Beantrage sofortigen Sinkflug, Lima Mike India 2933. | Solicito descenso inmediato, Lima Mike India 2933. |                          |
| Fluglotsin               | LAN Colombia 3020, Widerruf der Landeanfluggenehmigung. Drehen Sie jetzt nach links, Kurs 010.                                                                            | LAN Colombia 3020, cancele la autorización de aproximación. Vire por su izquierda con rumbo 010 ahora.                                                                                                |                          |
| LAN3020                  | Nach links Kurs 010 und welche neue Flughöhe? | Por la izquierda rumbo 010 y ¿qué nivel mantedríamos? |                          |
| Fluglotsin               | 13.000 Fuß halten. | Mantenga 13000 pies. |                          |
| LAN3020                  | 13.000, LAN Colombia 3020. | 13000, LAN Colombia 3020. |                          |
| Fluglotsin               | Lima Mike India 2933, Sie können jetzt nach rechts drehen, um Ihren Anflug zu beginnen. Sie haben Verkehr unter sich in einer Meile.                                      | Lima Mike India 2933, puede usted efectuar el viraje ahora por la derecha para inciar el descenso. Tiene los tránsitos a una milla por debajo de usted.                                               |                          |
| LMI2933                  | Haben den Verkehr in Sicht, ist kein Problem, und wir beantragen schon mal den Localizer.                                                                                 | Tráfico a la vista, no es factor y solicitamos incorporarnos de una vez al localizador. |                          |
| ...Co-Pilot              | Fahrwerk ausfahren. | Gear down. |                          |
| Fluglotsin               | Kapitän, Sie sind auf Flugfläche 210. Sie müssen sinken. Sie müssen jetzt nach rechts drehen, um den Sinkflug zu beginnen.                                                | Capitán, usted tiene Fl210. Necesito bajarlo de nivel. Tendría que mantener virar por su derecha para iniciar su descenso.                                                                            |                          |
| LMI2933                  | Negativ, Señorita, wir haben bereits mit dem Sinkflug begonnen und wir gehen zum Localizer.                                                                               | Negativo señorita, estamos ya iniciando el descenso y estamos para el localizador. |                          |
| Fluglotsin zu AVA9771    | Avianca 9771, drehen Sie sofort nach links, Kurs 270. | Avianca 9771, vire de inmediato por su izquierda con rumbo 270. |                          |
| AVA9771                  | Drehen nach links Kurs 270, Avianca 9771; können Sie mir bestätigen, dass das andere Flugzeug einen Notfall deklariert hat?                                               | Virando por la izquierda rumbo 270, Avianca 9771; ¿me confirma la otra aeronave ya está declarada en emergencia?                                                                                      |                          |
| Fluglotsin               | LAN Colombia 3020, halten Sie jetzt Kurs 090. | LAN Colombia 3020, mantenga ahora rumbo 090. |                          |
| LAN3020                  | 090, LAN Colombia 3020. | 090, LAN Colombia 3020. |                          |
| Fluglotsin               | Avianca 9356, drehen Sie sofort nach links, Kurs 290. | Avianca 9356, de inmediato por la izquierda con rumbo 290. |                          |
| AVA9356                  | 290 nach links, Avianca 9356. | 290 por la izquierda, Avianca 9356 |                          |
| Fluglotsin               | Lima Mike India 2933, Sie haben vor sich Verkehr; 18.000 Fuß; A320. | Lima Mike India 2933, tiene un tránsito delante suyo; 18000 pies; A320. |                          |
| LMI2933                  | Bemerkte es schon auf dem TCAS und wir haben es über uns, Señorita, und wir sind im Endanflug.                                                                            | Notificado en el TCAS y lo tenemos arriba de nosotros, señorita, y estamos en curso final. |                          |
| Fluglotsin               | Das Flugzeug ist auf 18.000 Fuß, Kapitän. Gerade eben ist es nach links abgedreht. Es gibt zusätzlichen Verkehr – okay, hat gerade 18.500' frei gemacht.                  | La aeronave está con 18000 pies, capitán. Está el tránsito ahora abandonando por la izquierda. Adicional tiene un tránsito – Okay, ya dejó libre 18500'.                                              |                          |
| LMI2933                  | In Sicht und wir sind auf 18.000', 2933. | A la vista y estamos con 18000', 2933. |                          |
| LAN3020                  | LAN Colombia 3020, wie lange sollen wir noch diesen Kurs halten? | LAN Colombia 3020, ¿por cuánto más mantendríamos el rumbo? |                          |
| Fluglotsin               | Warten Sie – Lima Mike India 2933, 17.700', setzen Sie den Anflug fort, nasse Bahn. Rufen Sie uns, wenn Sie irgendwelche Hilfe am Boden benötigen.                        | Atento – Lima Mike India 2933, 17700', continúen la aproximación, pista húmeda. Llámenos si require algún servicio en tierra.                                                                         |                          |
| LMI2933                  | Wir bestätigen, dass wir Hilfe am Boden benötigen und sind jetzt auf 16.000' für den Localizer. (EICAS im Hintergrund)                                                    | Le confirmaremos para el servicio en tierra y estamos a través de 16000' para el localizador. |                          |
| Fluglotsin               | Setzen Sie das QNH 30.27. | Recuerdo QNH 30.27. |                          |
| LMI2933                  | 30.27. | 30.27. |                          |
| LAN3020                  | Beantragen Kurs nach rechts, LAN Colombia 3020, aufgrund schlechten Wetters.                                                                                              | Solicitamos rumbo por la derecha, LAN Colombia 3020, por mal tiempo. |                          |
| Fluglotsin               | Genehmigt, LAN Colombia 3020, für Rechtskurve … ist der Kurs 200 in Ordnung?                                                                                              | Autorizado, LAN Colombia 3020, por la derecha con, ¿rumbo 200 le es practicable? |                          |
| LAN3020                  | Kurs 200 … wir beginnen, zu drehen und werden Sie informieren. | Rumbo 200 … iniciaríamos el viraje y ya le informamos. |                          |
| LMI2933                  | Señorita, Lima Mike India 2933 hat einen Totalausfall – komplette Elektrik und Treibstoff.                                                                                | Señorita, Lima Mike India 2933 está en falla total – eléctrica total y combustible. |                          |
| Fluglotsin               | Piste ist frei und wir halten uns bereit, Lima Mike India 2933, die Feuerwehr ist alarmiert.                                                                              | Pista libre y esperándole están Lima Mike India 2933, los bomberos alertatos. |                          |
| LMI2933                  | Verstanden, Lima Mike India 2933 … Vektoren! Vektoren, Señorita. Vektoren zur Landebahn.                                                                                  | Copiado, Lima Mike India 2933 … vectores! Vectores, señorita. Vectores a la pista. |                          |
| Fluglotsin               | Das Radarsignal ist weg, ich habe Sie nicht, geben Sie jetzt den Kurs an.                                                                                                 | La señal radar se perdió, no lo tengo, notifique rumbo ahora. |                          |
| LMI2933                  | Sind gerade auf Kurs 360 … 360. | Estamos con rumbo 360 … 360. |                          |
| Fluglotsin               | Mit diesen Kurs nach links 010 zum Localizer drehen, Rionegro VOR – eine Meile vor dem VOR. In diesem Moment sind Sie… korrekt, ich bestätige, linker Kurs 350.           | Con rumbo, vire por la izquierda 010, procedería al localizador del VOR de Rionegro – una milla delante del VOR. Al momento usted se encuentra… – correcto, le confirmo – por la izquierda rumbo 350. |                          |
| LMI2933                  | Links 350. | Izquierda 350. |                          |
| Fluglotsin               | Ja, korrekt. Sie sind 0,1 Meilen vor dem Rionegro VOR. | Sí, correcto. Está a 0.1 milla del VOR de Rionegro. |                          |
| Fluglotsin               | Ich bekomme Ihre Flughöhe nicht, Lima Mike India. | No lo tengo con la altitud, Lima Mike India. |                          |
| LMI2933                  | 9.000 Fuß, Señorita | 9000 pies, señorita. |                          |
| LMI2933                  | Vektoren! Vektoren! | Vectores! Vectores! |                          |
| Fluglotsin               | Sie sind 8,2 Meilen von der Landebahn entfernt. | Está a 8.2 millas de la pista. |                          |
| Fluglotsin               | Wie ist jetzt Ihre Flughöhe? | ¿Qué altitud tiene ahora? |                          |
| Ende der Aufnahme        | | |                          |

## Passagiere

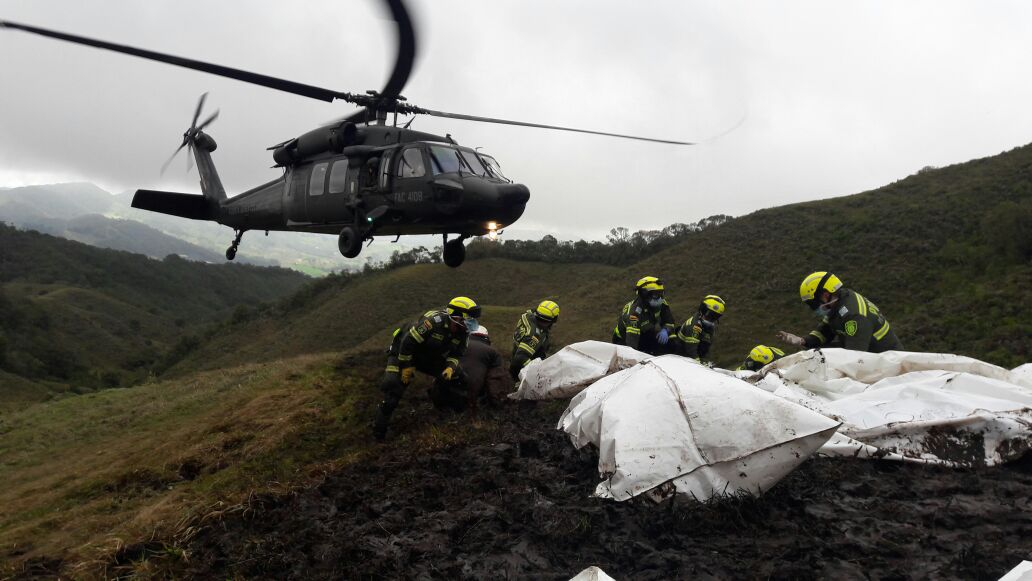
Bergungsarbeiten am Unfallort

An Bord befanden sich 73 Passagiere und vier Besatzungsmitglieder. Darunter waren 22 Spieler des brasilianischen Fußballvereins und Erstligisten Chapecoense auf dem Weg zum Hinspiel des Finales der Copa Sudamericana beim kolumbianischen Verein Atlético Nacional, verschiedene Vereinsfunktionäre, etliche Journalisten sowie drei weitere Passagiere. Sie waren von São Paulo mit einem Linienflug zum Flughafen Viru Viru angereist; für einen ursprünglich geplanten Direktflug von São Paulo nach Medellín hatte die Fluggesellschaft keine Genehmigung. Insgesamt starben 71 Menschen, darunter folgende Spieler von Chapecoense: Ananias, Matheus Biteco, Canela, Caramelo, Danilo, Dener, Gil, Gimenez, Lucas Gomes, Josimar, Kempes, Filipe Machado, Arthur Maia, Marcelo, Bruno Rangel, Cléber Santana, Sérgio Manoel, Tiaguinho und Thiego. Unter den umgekommenen Journalisten befand sich der ehemalige Nationalspieler Mário Sérgio.
Die sechs Überlebenden waren drei Spieler von Chapecoense (Jakson Follmann, Neto und Alan Ruschel), der Journalist Rafael Henzel und zwei Mitglieder der Besatzung, die Flugbegleiterin Ximena Suárez und der Flugtechniker Erwin Tumiri. Die Verletzten wurden in das Spital San Juan de Dios in der Ortschaft La Ceja gebracht. Ursprünglich hatten zunächst mindestens zehn Personen den Unfall überlebt. Wenige Minuten nachdem Rettungskräfte das Wrack erreichten, verstarb der zum Trainerstab gehörende Miguel Luis. Chapecoense-Torhüter Danilo wurde schwer verletzt geborgen und ins Krankenhaus verbracht. Dort erlag er jedoch bei der anschließenden Notoperation seinen Verletzungen. Es wurde zunächst berichtet, der nur leicht verletzte Erwin Tumiri habe geäußert, dass er sich an die Sicherheitshinweise gehalten, sich festgeschnallt, einen Koffer zwischen die Beine gestellt und dann die Brace position eingenommen habe; andere Fluggäste seien aufgesprungen und hätten herumgeschrien. Tumiri, der kein Angestellter der Fluggesellschaft LaMia ist, sondern als Mitarbeiter eines anderen Unternehmens lediglich von dieser beauftragt war, widersprach wenige Tage nach dem Unfall diesen Berichten. Er habe sich zum Zeitpunkt des Absturzes im hinteren Bereich des Flugzeugs aufgehalten. Die Passagiere hätten gar keine Zeit gehabt, Vorbereitungen für den Absturz zu treffen, da man zunächst gar nicht mitbekommen habe, dass es Probleme gab. Den Passagieren sei bereits mitgeteilt worden, dass die Landung bevorstehe, man die Sitzposition einnehmen und sich anschnallen solle. Zu keinem Zeitpunkt seien die Passagiere über die Absicht einer Notlandung informiert worden. Ximena Suárez, die sich zum Zeitpunkt des Absturzes ebenfalls im hinteren Flugzeugbereich zwei Sitze neben Tumiri befand, wurde nur verhältnismäßig leicht verletzt. Sie soll sich dahingehend geäußert haben, dass sie sich lediglich an den plötzlichen Ausfall der Beleuchtung und einen daran anschließenden starken Sinkflug erinnern könne.
Anfänglich wurde von 81 Personen an Bord ausgegangen und die Meldung entsprechend in den Medien verbreitet. Nach zwei Tagen teilte die Katastrophenschutzbehörde jedoch mit, dass es sich tatsächlich nur um 77 Personen gehandelt habe. Vier Passagiere hatten ihren gebuchten Flug nicht angetreten. Zu diesen vier Personen zählte unter anderem Luciano Buligon, der Bürgermeister der Stadt Chapecó, in der der betroffene Fußballverein beheimatet ist.

## Untersuchung und Konsequenzen

Flughöhe und Geschwindigkeit

In den letzten 15 min flog das Flugzeug Schleifen. Am orangefarbenen Stern brach der Kontakt über „ADS-B“ ab. Das Explosionszeichen markiert die Absturzstelle.

Die Unidad Administrativa Especial de Aeronáutica Civil (UAEAC) ist für die Untersuchung des Unfalls verantwortlich.
Beide Flugschreiber wurden im unbeschädigten Zustand gefunden. Sie wurden an das Nachfolgeunternehmen des Herstellers des Flugzeugs, BAE Systems, geschickt.
Die bolivianische Flugaufsichtsbehörde Directorate General de Aeronautica Civil (DGCA) gab am 1. Dezember bekannt, dass sie das Air Operator Certificate (AOC), also das Luftverkehrsbetreiberzeugnis, der Fluggesellschaft LaMia Bolivia mit sofortiger Wirkung widerrufen habe.
Am 6. Dezember 2016 wurde der General Manager der Fluggesellschaft LaMia, Gustavo Vargas Gamboa, festgenommen. In Santa Cruz wurden nach der Durchsuchung von Büros zwei weitere Mitarbeiter festgenommen. Vargas Gamboa äußerte zuvor, dass er drei Tage vor dem Unfall sein Arbeitsverhältnis mit dem Unternehmen gekündigt habe. Er legte sein am 25. November 2016 mit Eingangsstempel versehenes Kündigungsschreiben vor, das hinsichtlich des Zeitpunktes zudem mit notarieller Beglaubigung versehen war.
Während die beiden Mitarbeiter bereits am 7. Dezember 2016 wieder aus der Haft entlassen wurden, da sich der Verdacht einer Mitverantwortung nicht bestätigte, verblieb Vargas Gamboa in Untersuchungshaft im Gefängnis von Palmasola. Nach Angaben der bolivianischen Staatsanwaltschaft wird gegen ihn unter anderem wegen Totschlags ermittelt. Nach Presseberichten sollen die Ermittlungen auch auf den Miteigentümer Marco Antonio Rocha Venegas ausgeweitet werden. Laut einer Stellungnahme der bolivianischen Einwanderungsbehörde habe Rocha das Land jedoch bereits eine Woche vor dem Unfall mit Ziel Paraguay verlassen und sei bislang nicht zurückgekehrt.
Zudem wurden zwei Flugzeuge der Fluggesellschaft, zwei Avro RJ 85, in einem Hangar der Fuerza Aérea Boliviana auf dem Flughafen Cochabamba, von der Staatsanwaltschaft beschlagnahmt. Der Generalstaatsanwalt von Bolivien gab am 9. Dezember 2016 die im Zuge der Ermittlungen gewonnenen Erkenntnisse bekannt, dass die Fluggesellschaft die Charterflüge deutlich unter dem marktüblichen Preis angeboten habe. Bereits vor dem Unfall habe bei sieben Flügen der Airline gezwungenermaßen auf die Treibstoffreserve zurückgegriffen werden müssen.
Der Pilot und Miteigentümer Miguel Quiroga hatte offenbar absichtlich, aus Kostengründen und um mit südamerikanischen Fußballmannschaften weiter im Geschäft zu bleiben, trotz zu knappen Treibstoffvorrats, einen Direktflug riskiert. Da dies verboten ist, wagte er auch keinen Notruf an den Flughafen zu senden, weil das seine Pilotenlizenz und seine Fluggesellschaft gefährdet hätte.
Wie am 18. Dezember 2016 bekannt wurde, erhob Omar Durán, Rechtsanwalt des umgekommenen Co-Piloten Fernando Goytia, im Interview mit der bolivianischen Nachrichtenagentur ABI den Vorwurf, der Pilot Miguel Quiroga habe bei der Vergabe der Fluglizenz nicht über die geforderten Flugstunden verfügt; dies sei den Behörden bei der Vergabe bekannt gewesen.
Der Unfall führte auch zu personellen Konsequenzen bei der Directorate General de Aeronautica Civil (DGCA). Der DGCA stand Gustavo Vargas Villegas vor, der Sohn des nach dem Unfall verhafteten Generalmanagers von LaMia.

### Vorläufiger Untersuchungsbericht
Nach den ICAO-Regeln (Anhang 13) muss die untersuchende Behörde einen Monat nach dem Unfall einen Zwischenbericht veröffentlichen. Am 26. Dezember 2016 präsentierte die kolumbianische Luftfahrtbehörde auf einer Pressekonferenz den vorläufigen Unfallbericht.
- Hauptursache war der Treibstoffmangel; zum Unfall beigetragen haben die mangelhafte Planung des Fluges sowie die mangelnde Kontrolle durch die bolivianische Luftfahrtbehörde.
- Ereignisse vor dem Absturz (Zeitangaben in Minuten und Sekunden vor dem Aufprall):[52]
  - 10': Die Piloten verlangen Priorität für die Landung, gleichzeitig werden die Landeklappen bis zur ersten Stufe ausgefahren. Die Piloten beginnen den Sinkflug, ohne die Erlaubnis der Flugsicherung einzuholen.
  - 6': Triebwerk 3 (bei viermotorigen Maschinen das dritte von links, in Flugrichtung gesehen) fällt aus.
  - 5': Die Crew fährt die Landeklappen weiter aus und fährt das Fahrwerk aus. Die Besatzung erklärt der Flugsicherung, die Feuerwehr („ground services“) sei nicht nötig. Triebwerk 2 fällt aus.
  - 3' 45": Die anderen Triebwerke (1 und 4) fallen aus. Das Flugzeug fliegt ohne Stromversorgung, denn auch das Hilfstriebwerk (APU), welches Elektrizität liefern kann, fällt wegen Treibstoffmangels aus.
  - 2': Die Besatzung erklärt einen Notfall wegen völligen Zusammenbruchs der Stromversorgung.
  - Das Flugzeug schlägt mit 124 Knoten (230 km/h) auf dem Boden auf.
- Das Flugzeug war beim Start mit rund 400 Kilogramm überladen, was aber für diesen Unfall nicht ursächlich war.
- Die Piloten besprachen während des Fluges mehrere Male die Treibstoffmenge und die Frage, ob sie für einen Tankstopp in Leticia oder Bogotá landen sollten.
- Nach Erreichen der kolumbianischen Grenze endete die Aufzeichnung des Cockpit-Stimmenrekorders (cockpit voice recorder, CVR) von Geräuschen und Gesprächen. Der Grund dafür ist noch unklar.
- Das Flugzeug verfügte über ein System, welches die Piloten warnt, sobald für weniger als 20 Flugminuten Treibstoff vorhanden ist. Dieses sprach jedoch nicht an.
- Das Flugzeug war bis 29.000 Fuß Flughöhe zugelassen, flog aber in Missachtung der RVSM-Regeln höher.

## Reaktionen
Das Hinspiel war ursprünglich für den 30. November 2016 im Estadio Atanasio Girardot von Medellín, das Rückspiel für den 7. Dezember 2016 in der Arena Condá in Chapecó geplant. Nach Bekanntwerden des Unfalls wurde das Finale der Copa Sudamericana vom südamerikanischen Fußballverband CONMEBOL am 29. November 2016 abgesagt. Der kolumbianische Verein Atlético Nacional, geplanter Finalgegner von Chapecoense, kündigte unmittelbar nach dem Unfall an, auf den ihm zufallenden Titel zu verzichten, und schlug vor, die brasilianische Mannschaft zum Titelträger der Copa Sudamericana zu küren. Die CONMEBOL folgte dem Vorschlag und erklärte Chapecoense zum Sieger des Wettbewerbs. Atlético Nacional wurde ein Fairplay-Award zuerkannt.
Der brasilianische Staatspräsident Michel Temer rief eine dreitägige Staatstrauer aus.

## Mediale Rezeption
Der Unfall wurde unter dem Titel Tragödie der Fussballer (Football Tragedy) in der Episode 9 der Staffel 19 von Mayday – Alarm im Cockpit verfilmt.

## Parallelen
Der Unfallhergang erinnert an den durch Treibstoffmangel bedingten Absturz einer Boeing 707 der kolumbianischen Avianca auf dem Avianca-Flug 052 am 25. Januar 1990 in New York City, bei dem der Erste Offizier anstelle einer Notfallmeldung lediglich „Priorität“ angefordert und den Treibstoffmangel nicht angemessen gegenüber der Flugsicherung kommuniziert hatte.
Das Verhalten der Besatzung erinnert an den Hapag-Lloyd-Flug 3378, bei dem eine A310 verunglückte, nachdem der Kapitän entgegen der Sicherheitsvorschriften versucht hatte, die Maschine mit Fahrwerkproblemen und dadurch stark erhöhtem Kerosinverbrauch von Griechenland nach Deutschland zu fliegen.
Weitere Zwischenfälle in der Luftfahrt, die sich infolge eines Treibstoffmangels ereigneten, waren:
- Air-Canada-Flug 143 (1983) – Treibstoffmangel wegen Fehlberechnung der Kerosinmenge
- Air-Transat-Flug 236 (2001) – Kerosinverlust durch Treibstoffleck auf Transatlantikflug
- Tuninter-Flug 1153 (2005) – Treibstoffmangel durch Einbau eines falschen Tankanzeige-Instruments

Flugunfälle, bei denen ganze Sportteams betroffen waren, waren unter anderem:
- Flugunfall von Superga (1949)
- British-European-Airways-Flug 609 (1958)
- Sabena-Flug 548 (1961)
- LAN-Chile-Flug 210 (1961)
- Fuerza-Aérea-Uruguaya-Flug 571 (1972)
- Flugzeugkollision von Dniprodserschynsk (1979)
- Absturz Charterflug Fußballteam Alianza Lima mit einer F27-400M (1987)
- Flugunfall der DHC-5 Buffalo AF-319 der sambischen Luftstreitkräfte (1993)
- YAK-Service-Flug 9633 (2011)